# Гамма-распределение
Га́мма-распределе́ние в теории вероятностей — это двухпараметрическое семейство абсолютно непрерывных распределений. Если параметр {\displaystyle k} принимает целое значение, то такое гамма-распределение также называется распределе́нием Эрла́нга.

## Определение
Пусть распределение случайной величины {\displaystyle X} задаётся плотностью вероятности, имеющей вид
{\displaystyle f_{X}(x)=\left\{{\begin{matrix}x^{k-1}{\frac {e^{-x/\theta }}{\theta ^{k}\,\Gamma (k)}},&x\geq 0\\0,&x<0\end{matrix}}\right.,} где {\displaystyle \Gamma (k)} — гамма-функция Эйлера.
Тогда говорят, что случайная величина {\displaystyle X} имеет гамма-распределение с положительными параметрами {\displaystyle \theta } и {\displaystyle k}. Пишут {\displaystyle X\thicksim \Gamma (k,\theta )}.
Замечание. Иногда используют другую параметризацию семейства гамма-распределений. Или вводят
третий параметр — сдвиг.

## Моменты
Математическое ожидание и дисперсия случайной величины {\displaystyle X}, имеющей гамма-распределение, имеют вид
{\displaystyle \mathbb {E} [X]=k\theta },
{\displaystyle \mathbb {D} [X]=k\theta ^{2}}.

## Свойства гамма-распределения
- Если {\displaystyle X_{1},\ldots ,X_{n}} — независимые случайные величины, такие что {\displaystyle X_{i}\sim \Gamma (k_{i},\theta ),\;i=1,\ldots ,n}, то

{\displaystyle Y=\sum \limits _{i=1}^{n}X_{i}\sim \Gamma \left(\sum _{i=1}^{n}k_{i},\theta \right)}.
- Если {\displaystyle X\thicksim \Gamma (k,\theta )}, и {\displaystyle a>0} — произвольная константа, то

{\displaystyle aX\thicksim \Gamma (k,a\theta )}.
- Гамма-распределение бесконечно делимо.

## Связь с другими распределениями
- Гамма-распределение является распределением Пирсона типа III[2].
- Экспоненциальное распределение является частным случаем гамма-распределения:

{\displaystyle \Gamma (1,1/\lambda )\equiv \mathrm {Exp} (\lambda )}.
- Если {\displaystyle X_{1},\ldots ,X_{k}} — независимые экспоненциальные случайные величины, такие что {\displaystyle X_{i}\sim \mathrm {Exp} (\lambda ),\;i=1,\ldots ,k}, то

{\displaystyle Y=\sum \limits _{i=1}^{k}X_{i}\sim \Gamma (k,1/\lambda )}.
- Распределение хи-квадрат является частным случаем гамма-распределения:

{\displaystyle \Gamma \left({\frac {n}{2}},2\right)\equiv \chi ^{2}(n)}.
- Согласно центральной предельной теореме, при больших {\displaystyle k} гамма-распределение может быть приближено нормальным распределением:

{\displaystyle \Gamma (k,\theta )\approx \mathrm {N} (k\theta ,k\theta ^{2})} при {\displaystyle k\to \infty }.
- Если {\displaystyle X_{1},X_{2}} — независимые случайные величины, такие что {\displaystyle X_{i}\sim \Gamma (k_{i},1),\;i=1,2}, то

{\displaystyle {\frac {X_{1}}{X_{1}+X_{2}}}\sim \mathrm {\mathrm {B} } (k_{1},k_{2})}.
- Естественным обобщением гамма-распределения является усеченное гамма-распределение.

## Моделирование гамма-величин
Учитывая свойство масштабирования по параметру θ, указанное выше, достаточно смоделировать гамма-величину для θ = 1. Переход к другим значениям параметра осуществляется простым умножением.
Используя тот факт, что распределение {\displaystyle \Gamma (1,1)} совпадает с экспоненциальным распределением, получаем, что если U — случайная величина, равномерно распределённая на интервале (0, 1], то {\displaystyle {-\ln U}\sim \Gamma (1,1)}.
Теперь, используя свойство k-суммирования, обобщим этот результат:
{\displaystyle \sum _{i=1}^{n}{-\ln U_{i}}\sim \Gamma (n,1),}
где Ui — независимые случайные величины, равномерно распределённые на интервале (0, 1].
Осталось смоделировать гамма-величину для 0 < {\displaystyle \delta } < 1 и ещё раз применить свойство k-суммирования. Это является самой сложной частью.
Ниже приведён алгоритм без доказательства. Он является примером выборки с отклонением.
1. Положить m равным 1.
2. Сгенерировать {\displaystyle V_{2m-1}} и {\displaystyle V_{2m}} — независимые случайные величины, равномерно распределённые на интервале (0, 1].
3. Если {\displaystyle V_{2m-1}\leq v_{0}}, где {\displaystyle v_{0}={\frac {e}{e+\delta }}}, перейти к шагу 4, иначе к шагу 5.
4. Положить {\displaystyle \xi _{m}=\left({\frac {V_{2m-1}}{v_{0}}}\right)^{\frac {1}{\delta }},\ \eta _{m}=V_{2m}\xi _{m}^{\delta -1}}. Перейти к шагу 6.
5. Положить {\displaystyle \xi _{m}=1-\ln {\frac {V_{2m-1}-v_{0}}{1-v_{0}}},\ \eta _{m}=V_{2m}e^{-\xi _{m}}}.
6. Если {\displaystyle \eta _{m}>\xi _{m}^{\delta -1}e^{-\xi _{m}}}, то увеличить m на единицу и вернуться к шагу 2.
7. Принять {\displaystyle \xi =\xi _{m}} за реализацию {\displaystyle \Gamma (\delta ,1)}.

Подытожим:
{\displaystyle \theta \left(\xi -\sum _{i=1}^{[k]}{\ln U_{i}}\right)\sim \Gamma (k,\theta ),}
где
[k] является целой частью k, а ξ сгенерирована по алгоритму, приведённому выше при δ = {k} (дробная часть k);
Ui и Vl распределены как указано выше и попарно независимы.